# جنگ‌های اشکانیان و سلوکیان
جنگ‌های اشکانیان و سلوکیان که در صدسالگی حکومت سلوکیان آغاز شد؛ مجموعه‌ای از جنگ‌ها میان شاهنشاهی اشکانیان و امپراتوری سلوکیان بود که در نهایت به خروج سلوکیان از ایران انجامید و بنیاد پادشاهی اشکانیان شکل گرفت.
خاستگاه این جنگ‌ها کوچ قبیله‌های ایرانی به فرارود و ناتوانایی سلوکیان در نگاهداری یا دفاع از امپراتوری گسترده خود بوده‌است.

## پیش‌زمینه
در سال ۳۲۳ پ.م، امپراتوری سلوکیان از سوی سلوکوس یکم، سردار اسکندر مقدونی پایه‌گذاری شد. دولت سلوکی که از سوریه تا سند (رود) گستردگی داشت و دربردانده بیشتر متصرفات اسکندر بود، نیرومندترین پادشاهیِ بازمانده اسکندر به‌شمار می‌رفت.
با این حال سلوکیان بخاطر جنگ پیوسته با دیگر کشورهای هلنیستی در باختر و رویارویی با ناآرامی‌ها و شورش‌ها در میان مردمان ایرانیِ خود در خاور، در تلاش برای نگاهداری چنین قلمرو گسترده‌ای، خیلی زود با مشکل روبرو شدند.
با بهره‌گیری از دغدغه‌های سلوکی‌ها در جنگ علیه یورشِ سلتیک‌ها به آسیای صغیر (در مرزهای باختری سلوکیان) و هرج و مرج درگیری سوم سوریه پیرامون سال ۲۴۵ پ.م، دیودوت و آندروگوراس که به ترتیب ساتراپ ایالت‌های باختر و پارت بودند، استان‌های دورافتادهٔ خود را مستقل اعلام کردند.
با این همه، پیرامون سال ۲۳۸ پیش از زایش، پرنی‌ها که یک قبیله ایرانی از استپ‌های آسیای میانه بودند زیر رهبری ارشک، به قلمرو آندروگوراس ساتراپِ استانِ پارت یورش بردند، وی را شکست دادند و کشتند و سرزمینش را به دست گرفتند. سپس پرنی‌ها به عنوان پارتیان (که نام خود را از استان سلوکی‌ای که گشوده بودند گرفته بودند) ناموَر شدند.
آنها پس از گشایش استان پارت کوشیدند تا آنجا که ممکن است امپراتوری سلوکی شرقی را بگشایند و تا سال ۲۳۸ شهر هکاتوم پولیس را به دست گرفتند که پایتخت آنها شد. در این یورش استانِ حال مستقل شدهٔ باختر به آنها پیوسته بود. سلوکوس دوم نیز در آن زمان سرگرم جنگ با بطلمیوسیان بود، بدین گونه سلوکیان بیشتر قلمرو خود را در خاور ایران و سرزمین ماد از دست دادند.

## لشگرکشی سلوکوس دوم
سلوکوس دوم پس از درگذشت پدرش آنتیوخوس دوم در سال ۲۴۶ پ.م، جانشین وی شد؛ ولی بخاطر جنگ با بطلمیوسیان نتوانست به یورش‌های اشکانیان در بخش خاوری امپراتوری و متعاقباً یورش‌های برادر کوچکترش هیراکس که تلاش می‌کرد تا فرمانروایی خود در آسیای صغیر را مستقل اعلام کند، پاسخ درخور دهد.
سرانجام، این دو برادر به آتش‌بس رسیدند و سلوکوس توانست یک اردوکشی تازه را علیه اشکانیان آغاز کند.
با وجود کامیابی‌های نخستین و بیرون راندن اشکانیان از پارت و هیرکانی، سلوکوس دوم احتمالاً از اشکانیان که بنظر می‌آید بهرمند از کمک دیودوتوس دوم حاکم باختر نیز بودند، شکست خورده و اسیر شد.
پس از آزادی، سلوکوس به آسیای صغیر بازگشت تا بار دیگر با هیراکس که دشمنی علیه برادرش را از سر گرفته بود، رویارویی کند.

## تلاش آنتیوخوس سوم
آنتیوخوس سوم پادشاه بلندپرواز سلوکی بود که خیال یکپارچگی دوباره امپراتوری اسکندر مقدونی زیر فرمانروایی سلوکیان را در سر داشت.
وی در سال ۲۰۹ پ.م، تلاشی را برای به دست آوردن دوباره کنترل استان‌های خاوری آغاز کرد و پس از شکست دادن اشکانیان در نبرد، وی با کامیابی، دوباره کنترل منطقه را به‌دست‌آورد.
اشکانیان ناچار شدند وضعیت خراجگزاری را بپذیرند و اکنون فقط سرزمینِ مطابق با استان پیشینِ پارت (که یکی از استان‌های سلوکیان بود) را کنترل می‌کردند.
با این حال، پیروی پارت در بهترین حالت فقط اسمی بود و تنها به دلیل حضور ارتش سلوکی در یک قدمی آنها بود.
بخاطر کار بزرگ آنتوخونیوس در بازپس‌گیری استان‌های خاوری و رساندن مرزهای سلوکی تا آنجا که در زمان سلکوس یکم بوده‌است، به این پادشاه توسط اشراف کشور عنوان عالی اعطا شد.
از بخت خوش اشکانیان، امپراتوری سلوکی دشمنان فراوانی داشت، و چندی نگذشت که آنتیوخوس نیروهای خود را به سمت غرب فرستاد تا با بطلمیوسیان مصر و ظهور جمهوری روم روبرو شوند.

## ظهور اشکانیان و پایان امپراتوری سلوکی
توان سلوکیان پس از شکست آنتیوخوس سوم از رومیان در نبرد ماگنزیا رو به کاهش نهاد و در واقع قدرت سلوکی و به ویژه ارتش سلوکی را در هم شکست.
پس از این شکست، آنتیوخوس سوم یک لشگرکشی به ایران را آغاز کرد، اما در الیمائی کشته شد.
سپس اشکانیان قدرت را در پارت به دست گرفتند و استقلال کامل خود را از امپراتوری سلوکی اعلام کردند.
در سال ۱۴۸ پ.م، پادشاه اشکانی، مهرداد یکم، به ماد که قبلاً علیه امپراتوری سلوکی به پا خاسته بود یورش برد، و در ۱۴۱ پ.م، اشکانیان شهر بزرگ سلوکیه که پایتخت خاوری سلوکیان بود را به چنگ آوردند.
این پیروزی‌ها میان رودان و بابل را زیر کنترل مهرداد یکم درآورد.
در سال ۱۳۸ پ.م، اشکانیان یک ضد حمله بزرگ سلوکی را شکست دادند، بر ارتش سلوکی پیروز گشتند و پادشاه سلوکی، دیمتریوس دوم را به اسارت گرفتند، بدین گونه به‌طور مؤثر ادعاهای سلوکی دربارهٔ هر سرزمینی در خاور رود فرات، پایان یافت.
برای بازپس‌گیری این قلمرو، آنتیوخوس هفتم، در سال ۱۳۰ پ.م ضد حمله علیه اشکانیان را آغاز کرد و در ابتدا آنها را دو بار در نبرد شکست داد.
اشکانیان در این شرایط ضعف و با هدف وقت کشی گروهی را برای گفتگو دربارهٔ پیمان صلح گسیل داشتند، ولی سرانجام شرایط پیشنهادی آنتیوخوس را رد کردند. اینگونه ارتش سلوکی به زمستان برخورد.
با دیدن فرصت به‌دست آمده برای وارد آوردن ضربه، اشکانیان زیر فرماندهی فرهاد دوم، در نبرد اکباتان در سال ۱۲۹ پ.م، آنتیوخوس را شکست دادند و به قتل رساندند و اقدام به نابودی و تسخیر بقیه ارتش بزرگ او کردند و این گونه به تلاش سلوکیان برای بازپس‌گیری پارس پایان دادند.
از دست دادن قلمرو بسیار زیاد، امپراتوری که پیش از این نیز آسیب دیده بود را به سرازیری ای انداخت که هرگز نتوانست از آن برهد.
امپراتوری سلوکیان تبدیل به یک کشور برهم خورده شد که گستره اش کمی بیشتر از انطاکیه و سرزمین‌های پیرامون بود.
تنها دلیل ادامه حیات سلوکیان این بود که اشکانیان آنان را به عنوان یک سپر و میانگیر سودمند میان خود و امپراتوری روم می‌دیدند.
هنگامی که پومپه یک لشکر رومی را به سوریه راهبری کرد، امپراتوری سلوکی را به روم پیوست کرد و عرصه برای جنگ‌های اشکانیان و رومی‌ها آماده شد.

## پسایند
پیشروی باختری اشکانیان در طی جنگ با سلوکیان سرانجام به درگیری با امپراتوری روم انجامید و جنگ‌های اشکانیان و رومیان تا سدهٔ سوم این امپراتوری‌های باستانی را در آغوش گرفت.